# Azizulhasni Awang
Pour les articles homonymes, voir Awang.
Mohammed Azizul Hasni Awang, né le 5 janvier 1988 à Kuala Dungun (en) (Malaisie), est un coureur cycliste malaisien. Il se révèle en 2009, en remportant la Coupe du monde du keirin et surtout en devenant vice-champion du monde de vitesse à Pruszkow battu en finale par le Français Grégory Baugé. En 2016, il est médaillé de bronze du keirin aux Jeux olympiques de Rio, puis médaillé d'argent aux Jeux olympiques de Tokyo de 2020. En 2017, il devient champion du monde de keirin.

## Biographie
Azizulhasni Awang est le huitième d'une famille de neuf enfants. En guise de récompense pour une bonne note en septième année, son père lui a donné un vélo d'occasion. Il a commencé à faire du vélo en tant que membre de la Dungun Cycling School. À l'origine, Awang voulait étudier la médecine, mais a finalement opté pour le cyclisme de compétition. Mesurant 1,70 mètre, sa carrure détonne parmi les sprinteurs sur piste, c'est pourquoi il est surnommé « The Pocket Rocketman » par ses adversaires et les médias.
Lors des Jeux de la Jeunesse du Commonwealth de 2004 à Bendigo, il termine troisième du kilomètre. En 2006, il remporte la vitesse aux Jeux asiatiques juniors (moins de 19 ans). L'année suivante, il est champion d'Asie du keirin. En 2008, il devient double champion d'Asie de la vitesse et du keirin.
Après avoir remporté deux manches et le classement général du keirin de la Coupe du monde sur piste 2008-2009, Awang participe à ses premiers championnats du monde sur piste à Pruszków en 2009. Il crée la surprise en se qualifiant en finale du tournoi de vitesse, où il est battu par le Français Grégory Baugé. Il devient le premier pistard malaisien à remporter une médaille aux championnats du monde. Aux mondiaux 2010 à Ballerup, il est vice-champion du monde de keirin. La même année, il décroche la médaille de bronze en vitesse par équipes aux Jeux du Commonwealth et l'or en keirin aux Jeux asiatiques. Au cours de la saison 2010-2011, il remporte à nouveau le classement général du keirin de la Coupe du monde. Lors de la dernière manche à Manchester, il est tombé peu avant l'arrivée, a terminé la course avec un éclat de bois de 20 centimètres de long dans sa jambe et s'est effondré après avoir franchi la ligne d'arrivée. Les éclats ont été enlevés chirurgicalement dans un hôpital.
En 2008, il participe aux Jeux olympiques de Pékin, où il est le porte le drapeau de l'équipe malaisienne. Il se classe septième de la vitesse par équipes et dixième du keirin. Quatre ans plus tard, aux Jeux olympiques de Londres, il atteint la finale du keirin, mais se classe sixième et dernier.
Lors des mondiaux 2015 et 2016, il est médaillé de bronze du keirin. En août 2016, il participe aux Jeux olympiques de Rio de Janeiro, où il remporte la médaille de bronze sur le keirin. Il s'agit de la première médaille cycliste olympique pour la Malaisie.
Lors des championnats du monde 2017 à Hong Kong, Awang décroche son premier titre mondial en keirin après dix ans dans l'élite. Il est également le premier champion du monde malaisien dans une discipline olympique. L'année suivante, il devient le premier Malaisien à remporter l'or en vitesse aux Jeux asiatiques. Il est également médaillé d'argent de la vitesse par équipes et médaillé de bronze du keirin. En 2019 et 2020, il est champion d'Asie de vitesse. Il remporte le keirin lors de la Coupe du monde de Cambridge, puis est victime d'une mauvaise chute lors la course de Brisbane qui l'oblige à passer quelques jours à l'hôpital.
En 2021, il participe aux Jeux olympiques de Tokyo et décroche la médaille d'argent du keirin, piégé par Matthew Glaetzer qui 
a laissé s'échapper Jason Kenny. Au printemps de cette année-là, il se plaint de douleurs à la poitrine et des examens ultérieurs diagnostiquent une malformation cardiaque congénitale. Fin avril 2022, il est opéré à Melbourne, ville où il réside. La première phase, la récupération chirurgicale, est prévue pour environ six semaines. Elle est suivie d'une réadaptation cardiaque, planifiée sur une période de six semaines à trois mois. Le rétablissement d'Awang après son opération pour corriger le problème cardiaque congénital est une priorité pour le sport malaisien, qui s'est traduit par la création d'un groupe de suivi par des spécialistes de l'Institut national des sports et du National Heart Institute. En octobre, il annonce avoir repris l'entrainement avec comme objectif de décrocher l'or olympique aux Jeux de Paris de 2024.
En juin 2023, il devient double champion d'Asie sur le keirin et la vitesse. En août, il participe aux mondiaux où il termine neuvième de ces deux épreuves. En février 2024, il remporte le keirin de la Coupe des nations à Adélaïde. En août, à 36 ans et pour ces derniers Jeux olympiques à Paris, il est douzième de la vitesse individuelle, puis est disqualifié du keirin après avoir dépassé le derny avant qu'il ne soit autorisé à le faire.

## Palmarès

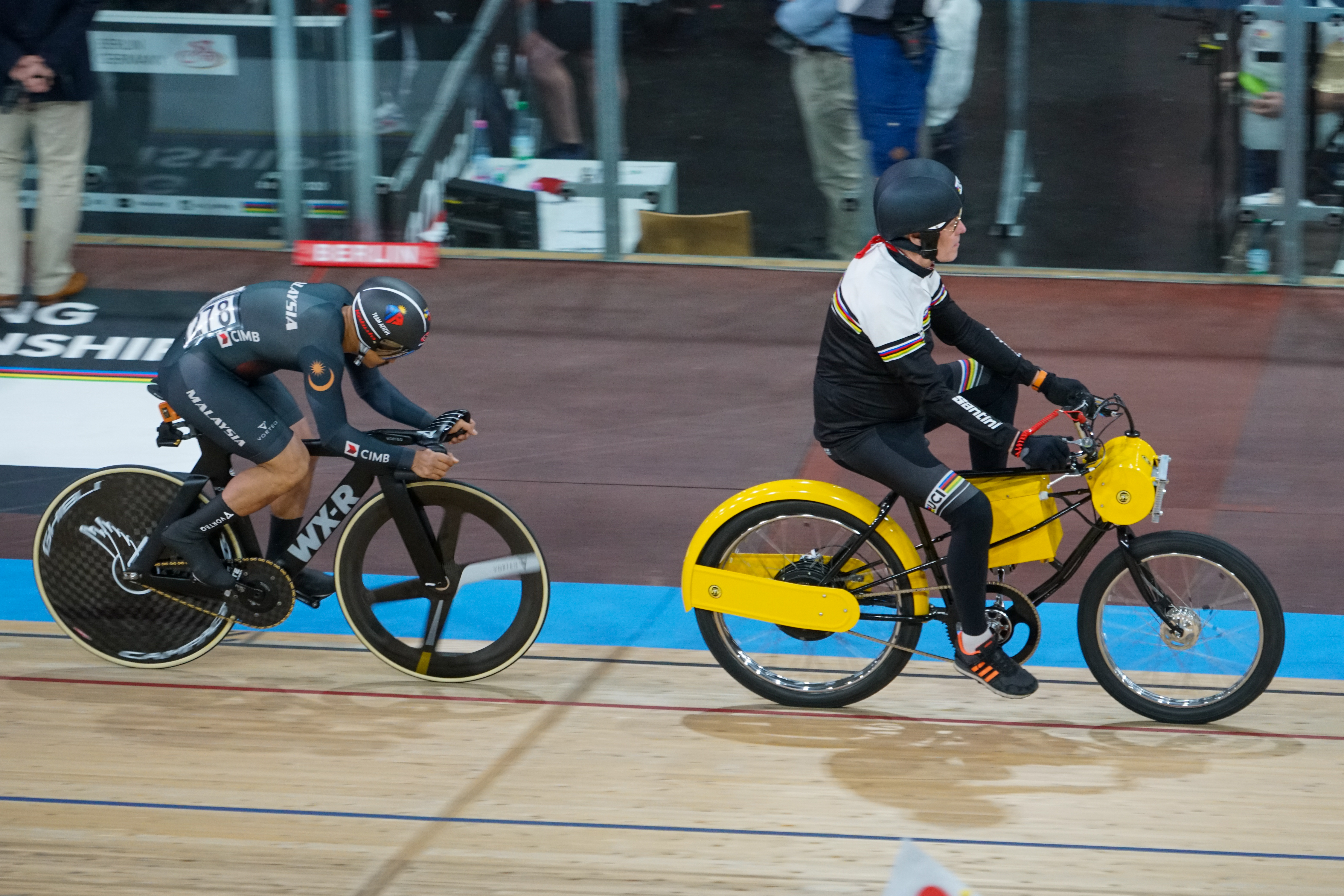
Awang lors de la finale du keirin des mondiaux de 2020.

### Jeux olympiques
- Pékin 2008
  - 7e de la vitesse par équipes
  - 10e du keirin
- Londres 2012
  - 6e du keirin
  - 8e de la vitesse individuelle
- Rio 2016
  -  Médaillé de bronze du keirin
- Tokyo 2020
  -  Médaillé d'argent du keirin
  - 9e de la vitesse individuelle
- Paris 2024
  - 12e de la vitesse individuelle
  - Disqualifié du keirin

### Championnats du monde
| Édition / Épreuve              | Keirin      | Vitesse individuelle | Vitesse par équipes |
| Pruszkow 2009                  |             | Argent               | 6e                  |
| Ballerup 2010                  | Argent      | 1/8e de finale       |                     |
| Melbourne 2012                 | 9e          |                      |                     |
| Cali 2014                      | 1/2 finales | 19e                  |                     |
| Saint-Quentin-en-Yvelines 2015 | Bronze      |                      |                     |
| Londres 2016                   | Bronze      | 28e                  |                     |
| Hong Kong 2017                 | Or          | 23e                  |                     |
| Apeldoorn 2018                 | 13e         | 28e                  |                     |
| Pruszków 2019                  | 7e          | 30e                  | 15e                 |
| Berlin 2020                    | Bronze      | Bronze               |                     |
| Glasgow 2023                   | 9e          | 9e                   |                     |

### Coupe du monde
- 2008-2009
  - Classement général du keirin 
  - 1er du keirin à Melbourne
  - 1er du keirin à Pékin
- 2009-2010
  - Classement général du keirin 
  - 1er du keirin à Melbourne
  - 1er du keirin à Pékin
- 2010-2011
  - Classement général du keirin 
  - 1er du keirin à Cali
  - 3e du keirin à Manchester
- 2018-2019
  - 2e du keirin à Londres
  - 3e du keirin à Berlin
- 2019-2020
  - 1er du keirin à Cambridge

### Coupe des nations
- 2023
  - 2e du keirin à Jakarta
- 2024
  - 1er du keirin à Adélaïde

### Jeux du Commonwealth
- New Delhi 2010
  -  Médaillé de bronze de la vitesse par équipes
- Glasgow 2014
  -  Médaillé de bronze du keirin

### Championnats d'Asie
- Bangkok 2007
  -  Champion d'Asie du keirin
- Nara 2008
  -  Champion d'Asie de vitesse
  -  Champion d'Asie du keirin
  -  Médaillé d'argent de la vitesse par équipes
- Tenggarong 2009
  -  Champion d'Asie de vitesse
- Nakhon Ratchasima 2011
  -  Médaillé de bronze du keirin
  -  Médaillé de bronze de la vitesse
- Kuala Lumpur 2012
  -  Médaillé d'argent du keirin
  -  Médaillé d'argent de la vitesse
- Astana 2014
  -  Champion d'Asie de vitesse
- Nakhon Ratchasima 2015
  -  Champion d'Asie du keirin
  -  Médaillé d'argent de la vitesse
- Izu 2016
  -  Médaillé de bronze du keirin
  -  Médaillé de bronze de la vitesse
- New Dehli 2017
  -  Champion d'Asie de vitesse
- Nilai 2018
  -  Médaillé d'argent de la vitesse
  -  Médaillé de bronze du keirin
- Jakarta 2019
  -  Champion d'Asie de vitesse
  -  Médaillé de bronze de la vitesse par équipes
- Jincheon 2020
  -  Champion d'Asie de vitesse
  -  Médaillé d'argent du keirin
- Nilai 2023
  -  Champion d'Asie de keirin
  -  Champion d'Asie de vitesse

### Jeux asiatiques
- 2006
  -  Médaillé d'or de la vitesse individuelle juniors
- Guangzhou 2010
  -  Médaillé d'or du keirin
- Jakarta 2018
  -  Médaillé d'or de la vitesse individuelle
  -  Médaillé d'argent de la vitesse par équipes
  -  Médaillé de bronze du keirin

### Jeux d'Asie du Sud-Est
- Nilai-Putrajaya 2017
  -  Médaillé d'or de la vitesse individuelle
  -  Médaillé d'or du keirin

### Championnats nationaux
- Champion de Malaisie du keirin : 2018, 2019, 2023 et 2024
- Champion de Malaisie de vitesse : 2018, 2019, 2023 et 2024
- Champion de Malaisie du kilomètre : 2019 et 2023

## Récompenses
- Sportif malaisien de l'année : 2009, 2010, 2017[17] et 2019/2020[18]